# Yellow House (альбом)
Yellow House — другий студійний альбом американського інді-рок гурту Grizzly Bear, виданий 5 вересня 2006 року на лейблі Warp Records. Продюсером альбому виступив гітарист та мультиінструменталіст Кріс Тейлор. Альбом було записано у будинку матері вокаліста гурту Еда Дросте.
На відміну від першого альбому гурту, Horn of Plenty, у записі Yellow House взяли участь також бас-гітарист Кріс Тейлор та вокаліст/гітарист Деніел Россен. Альбом отримав визнання у критиків. Видання Pitchfork Media та The New York Times помістило Yellow House на восьму сходинку списку найкращих альбомів 2006 року. Музичне інтернет-видання Tiny Mix Tapes помістило альбом на сьому сходинку списку 25 найкращих альбомів року.

## Список композицій
Автор музики і слів Крістофер Беар, Едвард Дросте, Деніел Россен, Кріс Тейлор, окрім відмічених. 
| #   | Назва                                         | Тривалість |
| --- | --------------------------------------------- | ---------- |
| 1.  | «Easier»                                      | 3:43       |
| 2.  | «Lullabye»                                    | 5:14       |
| 3.  | «Knife»                                       | 5:14       |
| 4.  | «Central and Remote»                          | 4:54       |
| 5.  | «Little Brother» (автор слів — Фред Ніколаус) | 6:24       |
| 6.  | «Plans»                                       | 4:16       |
| 7.  | «Marla» (автор-слів — Марла Форбс)            | 4:56       |
| 8.  | «On a Neck, On a Spit»                        | 5:46       |
| 9.  | «Reprise»                                     | 3:19       |
| 10. | «Colorado»                                    | 6:14       |
| 11. | «Granny Diner» (Лише у японському виданні)    | 4:51       |

## Склад учасників

### Гурт
- Крістофер Беар — ударні, вокал, ксилофон, леп-стіл гітара, дзвіночки
- Едвард Дросте — вокал, клавішні, автоарфа, гітара
- Деніел Россен — вокал, гітара, банджо, фортепіано, автоарфа
- Кріс Тейлор — кларнет, флейта, саксофон, вокал, клавішні

### Інші музиканти
- Дж. Лукас Крейн — касети («Plans»)
- Оуен Паллетт — струни, струнне аранжування («Marla»)
- Джон Маршмен — струни («Marla»)

### Учасники запису
- Кріс Тейлор — продюсування, запис, мікшування
- Кріс Коуді — мікшування

### Обкладинка
- Патріс Бак — фотографія
- Бен Туслі — дизайн